# Аксакшурское (сельское поселение)
Аксакшурское — упразднённое муниципальное образование со статусом сельского поселения в Малопургинском районе Удмуртии Российской Федерации.
Административный центр — деревня Аксакшур.
25 июня 2021 года упразднено в связи с преобразованием муниципального района в муниципальный округ.

## История
Статус и границы сельского поселения установлены Законом Удмуртской Республики от 14 июля 2005 года № 47-РЗ «Об установлении границ муниципальных образований и наделении соответствующим статусом муниципальных образований на территории Малопургинского района Удмуртской Республики».

## Население
| 2010  | 2012  | 2013  | 2014  | 2015  | 2016  | 2017  |
| ----- | ----- | ----- | ----- | ----- | ----- | ----- |
| 1164  | ↘1143 | ↘1137 | ↘1112 | ↘1097 | ↘1082 | ↗1085 |
| 2018  | 2019  | 2020  |       |       |       |       |
| ↗1090 | ↘1070 | ↘1041 |       |       |       |       |

## Состав сельского поселения
| № | Населённый пункт | Тип населённого пункта          | Население |
| - | ---------------- | ------------------------------- | --------- |
| 1 | Аксакшур         | деревня, административный центр | ↘683      |
| 2 | Байситово        | деревня                         | ↘349      |
| 3 | Кутер-Кутон      | деревня                         | ↗91       |
| 4 | Куюки            | деревня                         | ↗20       |